# Seven and the Ragged Tiger
Seven and the Ragged Tiger  (1983) è il terzo album dei Duran Duran.pubblicato il 21 novembre 1983 dalla EMI Records.

## Il disco
Preceduto dall'uscita di un inedito di grande successo -Is There Something I Should Know?- poi non incluso nell'album, questo disco sancì la definitiva affermazione commerciale del gruppo, debuttando al numero uno della classifica inglese. Il successivo lavoro di Nile Rodgers sulla versione singolo di "The Reflex", con l'utilizzo precursivo dei campionamenti, venne ritenuto talmente rivoluzionario da far tentennare la casa discografica sulla sua pubblicazione.
Il cantante Simon Le Bon definì il titolo dell'album "Seven and the Ragged Tiger" con la seguente affermazione: È l'avventura di un piccolo commando. 'I sette' siamo noi — cinque membri della band più due manager — e 'la tigre pezzata' è il successo. Sette persone che inseguono il successo. È l'ambizione. Ecco di cosa si tratta.
Questo sarà l'ultimo album realizzato in studio con la formazione originale, sino alla realizzazione di Astronaut del 2004.
La copertina ritrae una foto del gruppo presso la State Library of New South Wales Australia.

## Tracce
(Taylor, Taylor, Taylor, Rhodes, Le Bon)
1. The Reflex – 5:29
2. New Moon on Monday – 4:16
3. (I'm Looking For) Cracks in the Pavement  – 3:38
4. I Take the Dice – 3:18
5. Of Crime and Passion  – 3:50
6. Union of the Snake  – 4:20
7. Shadows on Your Side  – 4:03
8. Tiger Tiger – 3:20
9. The Seventh Stranger  – 5:24

## Singoli
- Union of the Snake / Secret Oktober - ottobre 1983
- New Moon on Monday / Tiger Tiger (Ian Little remix) - gennaio 1984
- The Reflex / Make Me Smile (Come Up and See Me) - aprile 1984

## Formazione
- Simon Le Bon - voce
- Nick Rhodes - tastiere
- John Taylor - basso
- Roger Taylor - batteria
- Andy Taylor - chitarra

## Altri Musicisti
- Andy Hamilton - sassofono
- B.J. Nelson - cori
- Michelle Cobbs - cori
- Raphael DeJesus - percussioni
- Mark Kennedy - percussioni

## Tour promozionale
Per promuovere l'album, il gruppo intraprese il Sing Blue Silver Tour durante il 1983 e il 1984.